# Histiobalantiidae
Famille
Synonymes
- Histiobalantidiidae
- Sulciferiidae
- Sulcigeridae

Les Histiobalantiidae sont une famille de ciliés de l'ordre des Scuticociliatida (classe des Oligohymenophorea).

## Étymologie
Le nom de la famille vient du genre type Histiobalantium, dérivé du grec ancien ἱστίον / istion, « tissus, toile, voile », βαλαντ / balant, « petite bourse », et du suffixe latin -ium, « relatif à », en référence à la forme du corps et de la présence d'une sorte de voile dans la région orale.

## Description
Les Histiobalantiidae ont une taille, moyenne  (80-200 µm) à grande (>200 µm). Leur forme comprend un contour elliptique, avec le côté droit légèrement concave et l'extrémité antérieure un peu plus étroite que la postérieure. Ils vivent en natation libre. Leur ciliation somatique est holotriche (c.à d. uniforme), dense, avec des cils plus longs en forme de soies intercalés entre des cils réguliers, et des cinéties ayant des systèmes sécants préoraux et postoraux proéminents. Leur région orale est un sillon expansif et profond, avec l'extrémité postérieure du paroral comme un champ cinétosomal élargi, presque de type « polycinétide », et des polycinétides oraux uniquement sur 1/3–1/2 antérieur de la région orale, et obliques par rapport à l'axe long de la zone orale. Leur macronoyau est globulaire à ellipsoïde allongé, parfois multiple. Micronoyau, vacuole contractile et cytoprocte sont présents. Ils sont microphages sur les bactéries et les algues microscopiques.

## Habitat
Les Histiobalantiidae vivent dans des habitats marins et d'eau douce, souvent planctoniques.

## Liste des genres
Selon GBIF (3 juin 2024) :
- Histiobalantium Stokes, 1886 genre type
  - Espèce type : Histiobalantium agile Stokes, 1886
- Histobalantium

Selon Lynn (2010) :
- Histiobalantium Stokes, 1886
- Sulcigera Gajewskaja, 1928 Incertae sedis

## Systématique
Le nom valide de ce taxon est Histiobalantiidae de Puytorac & Corliss in Corliss, 1979.